# Podul Doamnei
Podul Doamnei  este un pod din zidărie de piatră construit în anul 1841 pe teritoriul satului Chițcani (comuna Costești, județul Vaslui). Podul este situat pe DN24, la km 97, la circa 72 m est de șosea (pe drumul ce leagă localitatea Roșiești de șoseaua Vaslui - Bârlad). El traversează râul Bârlad.
Podul Doamnei din Chițcani a fost inclus pe Lista monumentelor istorice din anul 2015 din județul Vaslui la numărul 258, având codul de clasificare  VS-II-m-A-06781.

## Istoric

### Legende legate de valea Docolina
În imediata apropiere a acestui pod s-a aflat satul Docolina, localitate cu rezonanță istorică unde a fost stație de poștă. Satul  Docolina este atestat documentar într-un uric domnesc din 15 iunie 1433 prin care domnitorul Iliaș I al Moldovei (1432-1433), fiul lui Alexandru cel Bun, i-l dădea clucerului Onea drept răsplată pentru slujirea sa credincioasă.
Aici a fost întâmpinat Petru Rareș, viitor domnitor al Moldovei (1527-1538, 1541-1546), de către slujitorii domnești trimiși de boieri și de mitropolitul Moldovei pentru a-i aduce vestea că a fost numit voievod. Evenimentul respectiv este povestit de cronicarul Ion Neculce în cap. XII din "O samă de cuvinte" astfel: "Când au pus țara întăi domnu pre Petru-vodă Rareș, el nu era acasă, ce să tâmplase cu măjile lui la Gălăți, la pește. Și au triimis boierii și mitropolitul haine scumpe domnești și carătă domnească cu slujitori, unde l-ari întâmpina să-l aducă mai în grabă la scaon, să-l puie domnu. Deci el, întorcându-să de la Gălați, au fost agiunsu la Docolina, de au mas acolo cu dzece cară, câte cu șase boi carul, pline de pește. Și piste noapte au visat un vis, precum dealul cel di cee parte de Bârlad și dealul cel di-ncoaci era de aur, cu dumbrăvi cu totul. Și tot sălta, giuca și să pleca, să închina lui Rareș. Și deșteptându-să din somnu dimineața, au spus visul argaților săi, celor ce era la cară. Iar argații au dzis: „Bun vis ai visat, giupâne, că cum om sosi la Iași și la Suceavă, cum om vinde peștile tot“. Și au și îngiugat carăle dimineața, și au purces Petru-vodă înaintea carălor. Și când s-au pogorât în vadul Docolinii, l-au și întâmpinat gloata. Și au început a i să închina și a-l îmbrăca cu haine domnești. Iar el s-au zimbit a râde și au dzis că „de mult așteptam eu una ca aceasta să vie“. Și când au purces de acolo, argații lui au dzis: „Dar noi ce-om face, doamne, cu carăle cu peștile?“ Iar el au dzis: „Să fie carăle cu pește, cu boi cu tot, a voastre. Și viniți după mine, să vă fac cărți de scuteală, să nu dați nemică în dzilele mele“." 
Preluând această legendă, Mihail Kogălniceanu (1817-1891) precizează în "Un vis al lui Petru Rareș" că în vadul Docolinei nu era niciun pod pe atunci, semn că actualul pod s-a construit în apropierea locului unde a fost întâmpinat Petru Rareș ("Când, după ce se înjugară boii, Petru Rareș, înaintea carelor, se cobora în vadul Docolinei, unde atunce nu era pod, iată l-au întâmpinat și slujitorii trimiși de la Suceava; și, începând a i se închina și a-l ura de domn Moldaviei, l-au îmbrăcat cu scumpele haine ce aduseseră cu dânșii."). Podul care s-a construit ulterior a fost denumit de către istorici "Podul Docolina", după acea localitate.
Satul Docolina a ajuns proprietate domnească în secolul al XVI-lea, probabil în cea de-a doua domnie a lui Petru Rareș (1541-1546), când domnul a locuit mai mult la Bârlad, Vaslui și Huși. Drumul comercial ce trecea pe valea Bârladului a devenit drum domnesc în timpul domniei lui Iliaș Rareș (1546-1551). În valea Docolinei a avut loc în vara anului 1577 o luptă pentru ocuparea tronului Moldovei, între oastea lui Petru Șchiopul, care venea dinspre sud și cea a lui Ioan Potcoavă, care cobora dinspre nord. Confruntarea de la Docolina dovedește existența unui pod în această zonă.
Satul a fost dăruit la începutul secolului al XVII-lea boierului Mihai Furtună, această danie fiind întărită de domnitorul Simion Movilă, printr-un hrisov din 5 decembrie 1633. Același domnitor poruncise, printr-un hrisov din 10 august 1633, ca satul Docolina să devină „menzil de poștă domnească și loc de popas pentru diferite slugi domnești și boierești”, proprietarul și sătenii beneficind de mai multe privilegii și scutiri.

### Construirea podului

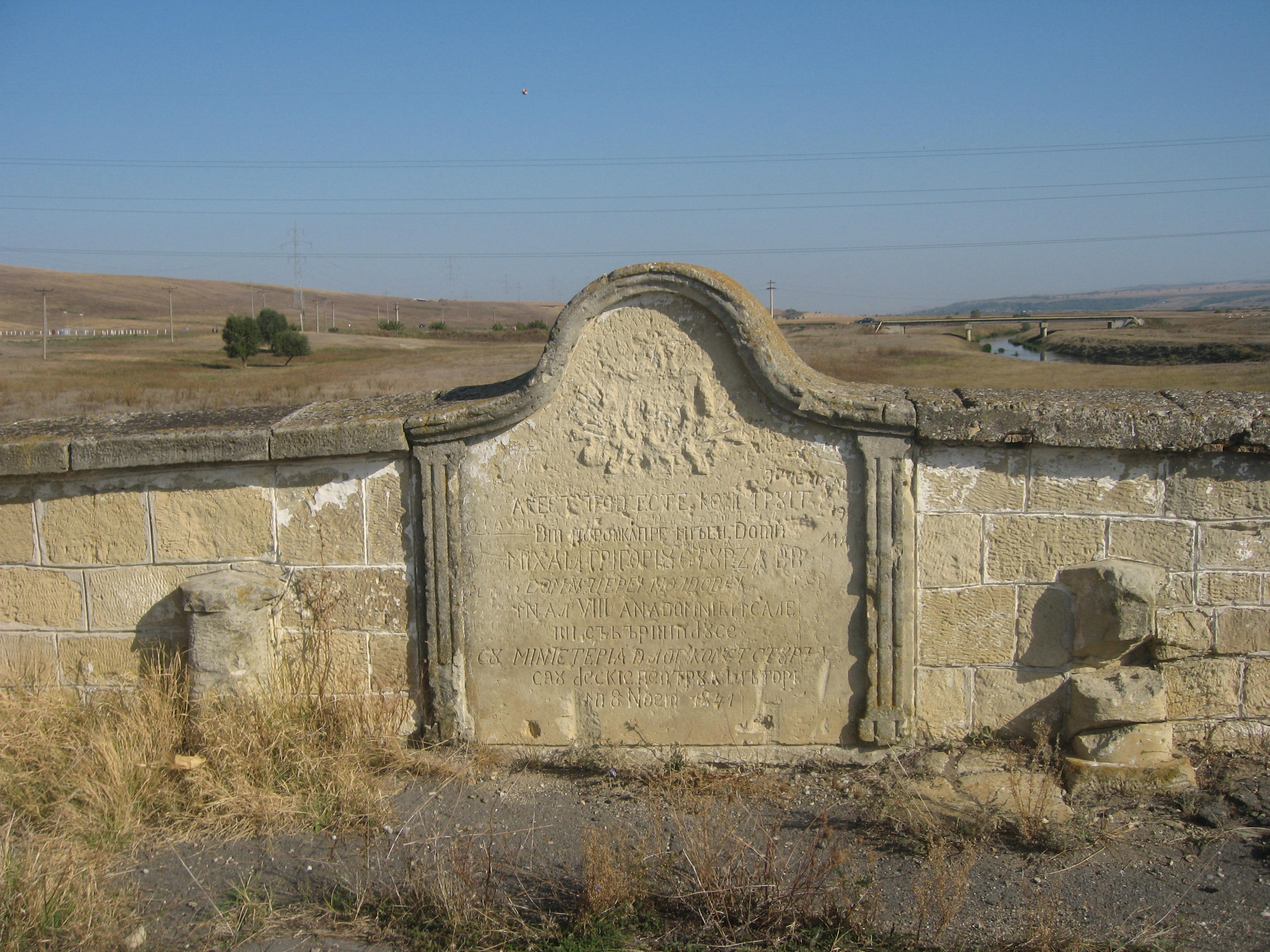
Inscripţia în limba română de pe parapetul podului

În prima jumătate a secolului al XIX-lea, vornicul Alecu Greceanu a înființat un rateș pe lângă vechea stație de poștă de la Docolina. Domnitorul Ioniță Sandu Sturza (1822-1828) dispunea la 21 aprilie 1825 ca „ratoșul ce-l face vornicul Alecu Greceanu la Docolina de pe moșia Târzii să slujească statornic pentru menzil și găzduirea musafirilor domnești”. În anul următor, prin hrisovul din 15 februarie 1826, vornicul Alecu Greceanu obținea dreptul să organizeze la Docolina șase iarmaroace pe an și câte o zi de târg pe săptămână.
Domnitorul Mihail Sturdza (1834-1849), primul domn al Moldovei numit în baza Regulamentului Organic, a acordat o atenție deosebită căilor de comunicații, în timpul domniei sale fiind realizată o importantă rețea de drumuri și poduri de piatră, ce legau capitala Moldovei, Iași, cu principalele centre comerciale din țară și din străinătate.
În acea perioadă, drumul de poștă între Iași și partea de sud a Moldovei traversa râul Bârlad pe un pod de lemn, care ajunsese în timp într-un stadiu de uzură avansată și nu mai prezenta nicio siguranță pentru circulație. Acest lucru este consemnat într-un raport din 1839 al Ministerului Treburilor din Lăuntru (echivalentul Ministerului de Interne din zilele noastre). Autorul raportului solicita construirea unui pod din piatră în locul vechiului pod de lemn, din cauza lipsei de material lemnos din zonă, precum și reducerea lungimii podului cu circa 80 stânjeni (180 m).
În acel raport se menționa că "podul din Șleahul Focșanilor de peste apa Bârladului (...) ar fi ajuns în cea mai proastă și slăbănoagă putrezimea cherestelei (...) și în privirea lipsei de cherestea de stejar (...) mai lesne și mai ieftin ar costiri înfățișarea lui de peatră numai peste matca apii, iar în cealaltă întindere de 80 aproape stânjeni ce astăzi se găsește podul să se facă șosă". Cererea a fost aprobată la 21 februarie 1839 de domnitorul Mihail Sturdza care a pus următoarea apostilă: "Să încuviințează facerea podului cu chipul cel mai iconomicos și că spre închipuirea smetului să se rânduiască pe dumnealui inginerul, maiorul Singurov". Singurov a desfășurat o bogată activitate inginerească în Moldova; el a fost numit inginer principal în 1833, pentru ca în 1854 să fie avansat la gradul de colonel și numit director al Departamentului lucrărilor publice.
Inginerul rus M. Singurov a întocmit un deviz (smet) din care reies o serie de elemente de construire a podului și anume:
- podul a fost proiectat cu 3 deschideri;
- piatra pentru zidărie s-a adus din cariera de la Pribești;
- materialele lemnoase din esență moale s-au procurat de la fața locului;
- fundația urma să fie realizată pe piloți de stejar lungi de 2,5 stânjeni (5,5 m);
- zidăria s-a executat cu mortar de var hidraulic.

Valoarea devizului a fost calculată de Singurov la 25.153 lei, dar a fost redusă ulterior la 25.637 lei, în care s-a inclus contravaloarea materialelor (piatră, lemn, nisip, var, fier) și a uneltelor de lucru (hârlețe, lopeți, roabe, căușe etc.), precum și manopera calificată (pietrari, dulgheri).
În scopul executării lucrărilor, s-au organizat trei licitații la 10, 15 și 20 martie 1839, la care nu s-a prezentat niciun amator. Astfel, Ocârmuirea a decis ca lucrările să se execute în regie proprie, fiind desemnat ca supraveghetor clucerul Panaite Vizanti de la Isprăvnicia Fălciu. Lucrările au fost începute în 1839 și finalizate în 1841, forța de muncă fiind asigurată de locuitorii satelor care făceau parte din Ocolul Crasnei. Podul a fost deschis circulației la 8 noiembrie 1841.
Pe partea interioară a celor două parapete de la mijlocul podului se află două inscripții parțial lizibile, una în limba latină și alta în limba română, încadrate în panouri rectangulare (165/135 cm), decorate la partea superioară, în altorelief, cu însemne heraldice (70/50 cm) erodate (istoricii presupunând că este vorba de blazonul domnitorului). Cele două medalioane sunt mărginite lateral de doi pilaștri canelați, pe care se sprijinã acolada balustradei.
Inscripția în limba română se află pe parapetul nordic și este scrisă cu un amestec de litere latine și chirilice. Ea are următorul cuprins: "Acest pod este construit din poronca pre înăltu Domn MIHAIL GRIGORIU STURZA V.V. domn Țerei Moldovei în al VIII an al domniei însale și săvărșinduse supt ministeria d. log. Const. Sturza sau deschis pentru călători în 8 Noem. 1841". Inscripția în limba latină este următoarea: "Pons haec extructa est Jussu Serenissimi Domini MICHAELIS GRIGORIU STORDZA, principis regnatis Moldaviae, in octavo anno regiminis sui. Ad finem quae deducia Ministerio D. Logoteta CONST. STU[RDZA]. Patefacia Via locibus 8 Novembris 1841".

### Trecerea podului în conservare

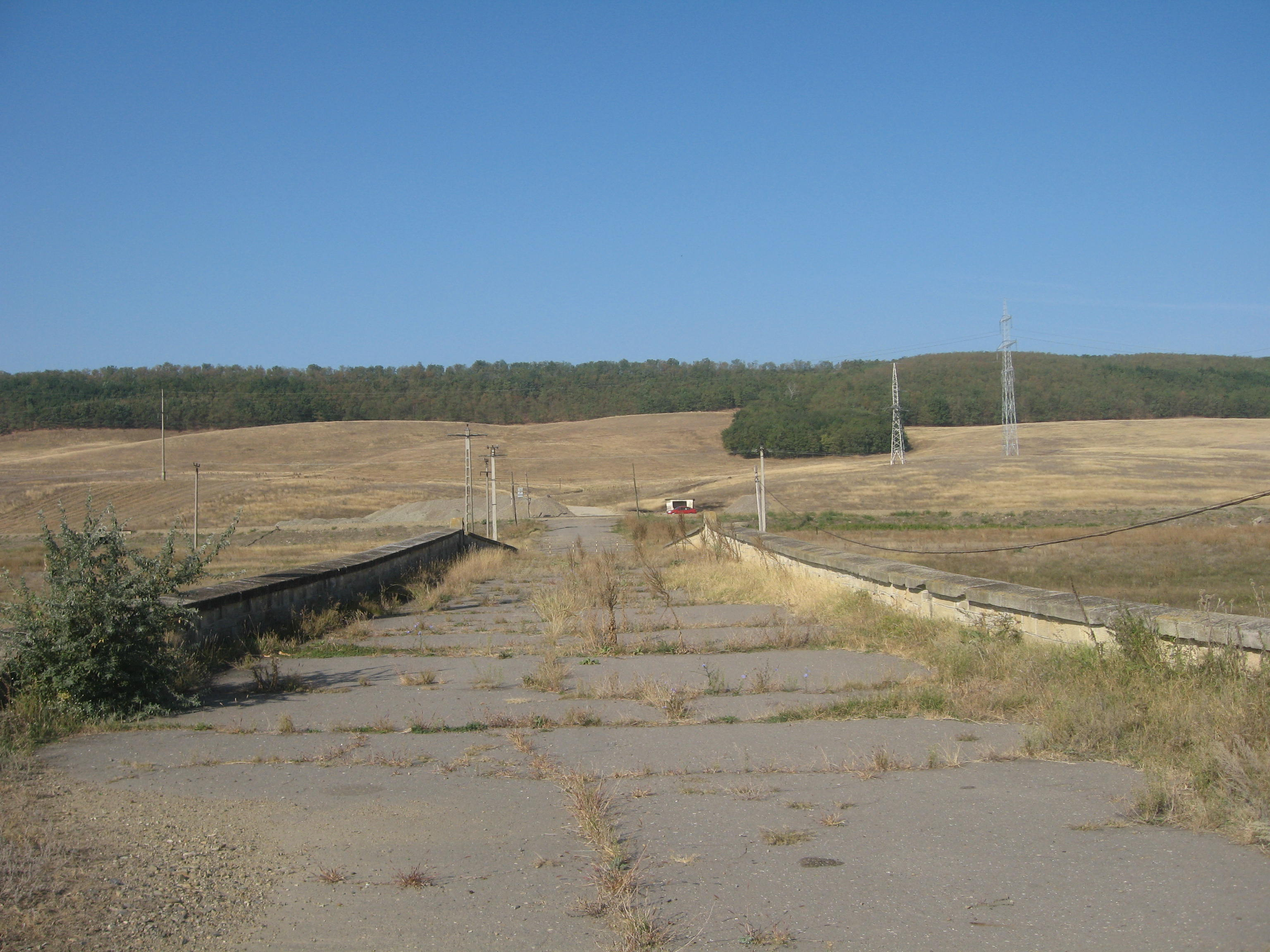
Podul văzut din capătul său

Podul Doamnei a fost reparat în anul 1886, el având în acel moment cinci deschideri. Nu se știe dacă podul s-a executat de la început cu cinci deschideri sau dacă s-au construit inițial trei deschideri (după cum era specificat în proiect) și ulterior s-au executat alte două deschideri.
La sfârșitul sec. al XIX-lea și începutul sec. al XX-lea, ca urmare a deschiderii căii ferate Crasna-Huși (1890), târgușorul Docolina și-a pierdut din importanță și a dispărut, datorită dezvoltării localității Crasna ca stație de cale ferată.
În anul 1956, ca urmare a alunecărilor de teren în zona km 101-102, DN24 a fost deviat, construindu-se varianta Rădești (Crasna) pentru evitarea porțiunii nesigure. Cu această ocazie, s-a redus traficul pe vechiul pod numai către satele Albești și Roșiești, podul trecând în administrarea drumurilor locale. A fost construit un pod nou la circa 200 m nord de vechiul pod.
Podul Doamnei din Chițcani a fost scos din circulație în anul 1981  și a intrat în conservare, fiind considerat monument de arhitectură medievală. El a fost înscris în Lista monumentelor istorice din anul 1992 din județul Vaslui, cu codul 38-B-0090. În noua listă a monumentelor istorice din anul 2015 a fost înscris la numărul 258, având codul de clasificare VS-II-m-A-06781.

## Arhitectura podului
Podul Doamnei din Chițcani este construit din blocuri masive de piatră fețuită, legate cu mortar de var și are cinci deschideri în arc în plin cintru. El este orientat în direcția E-V și are o lungime de 90,40 metri și o lățime de 9 metri. Deschiderea arcului la naștere este de 14 m, iar cea de la mijloc are înălțimea de 7 m. Pilonii pe care se sprijină arcele sunt consolidate la exterior de contraforți puternici, tot din piatră. Înălțimea timpanului de la arcul central este de 4 metri, iar celelalte arcuri descresc ca dimensiuni spre taluz. Bolțile arcelor sunt realizate din piatră spartă.

## Imagini

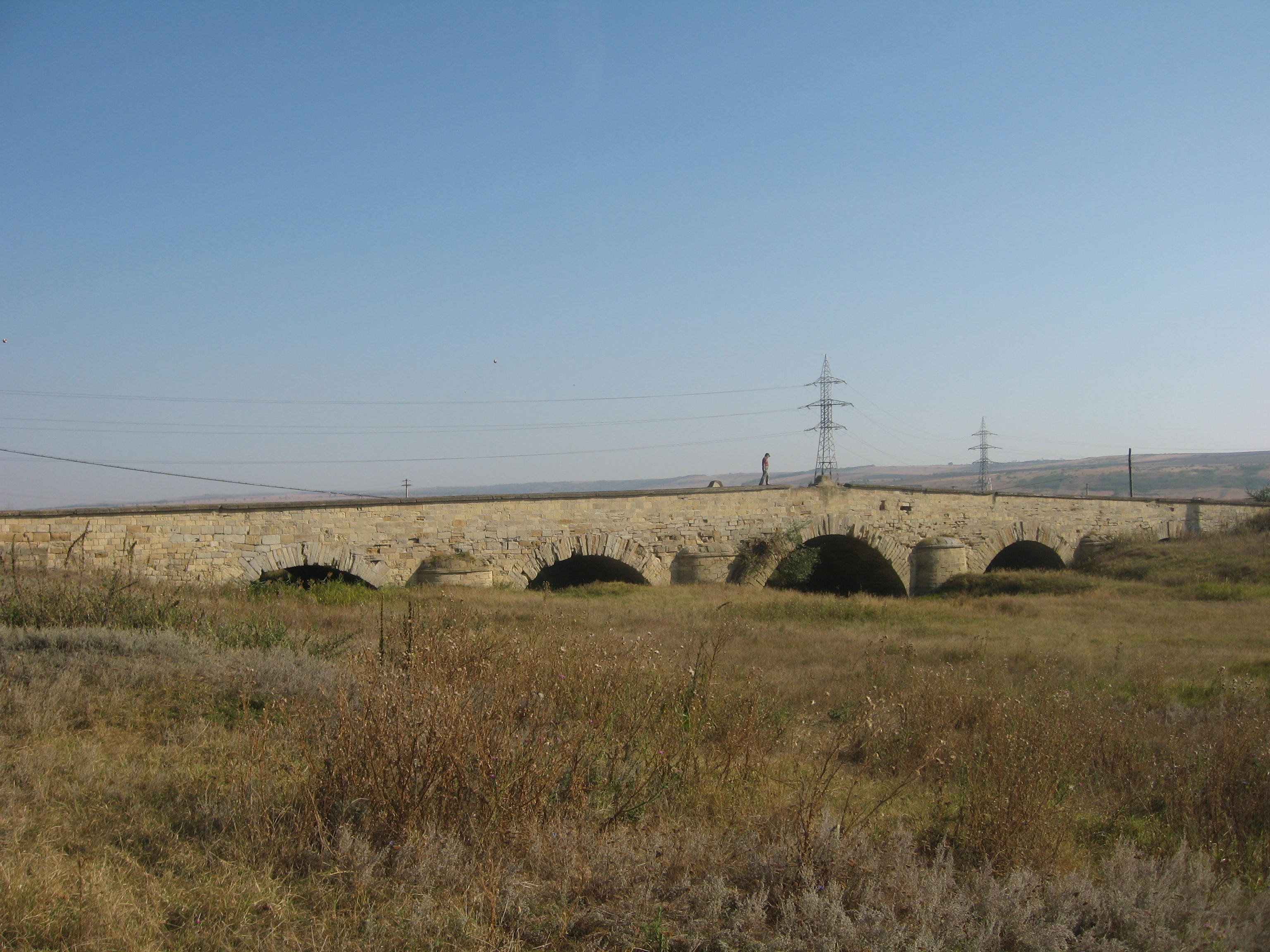
Podul Doamnei din Chițcani
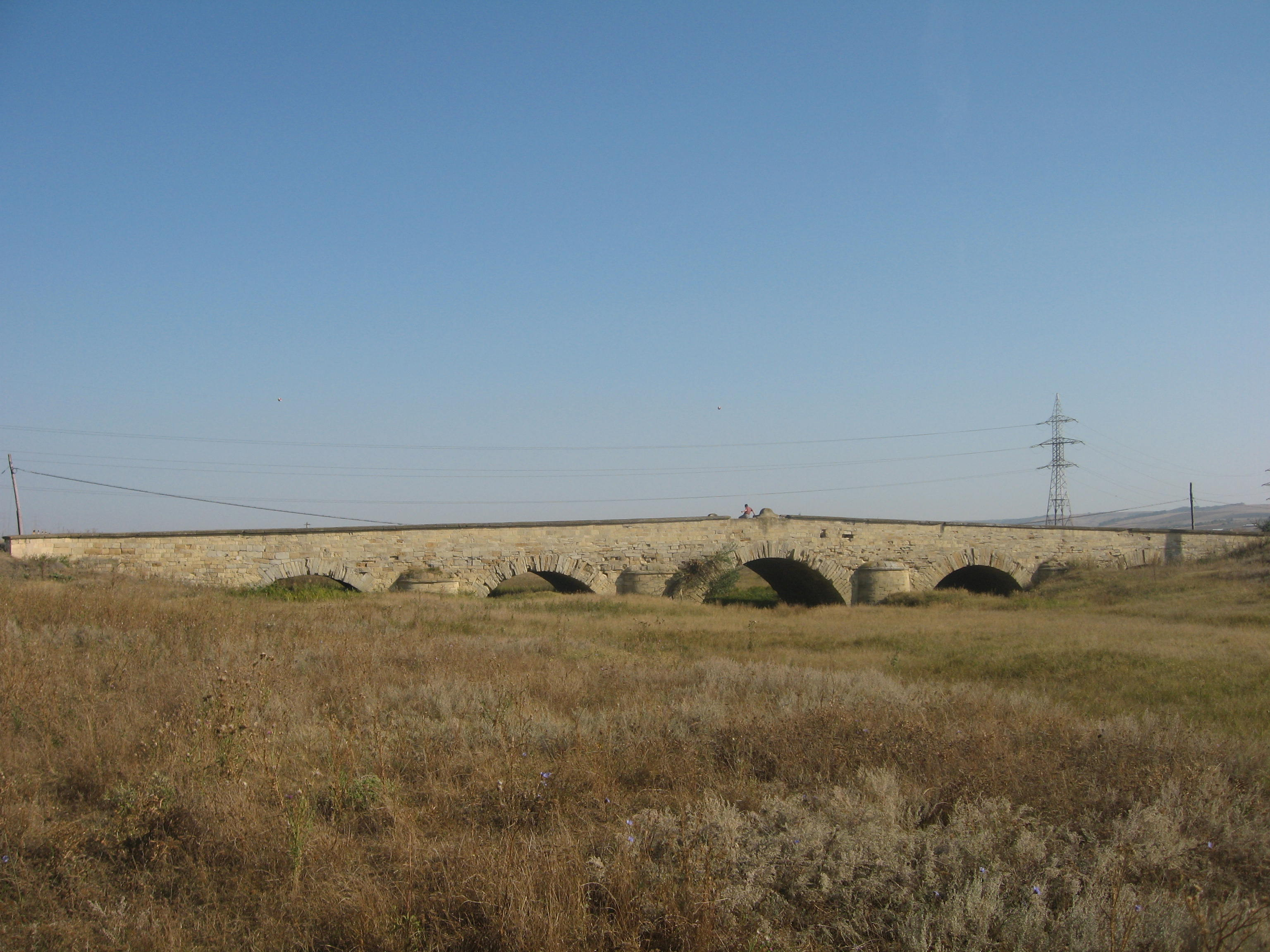
Podul Doamnei din Chițcani
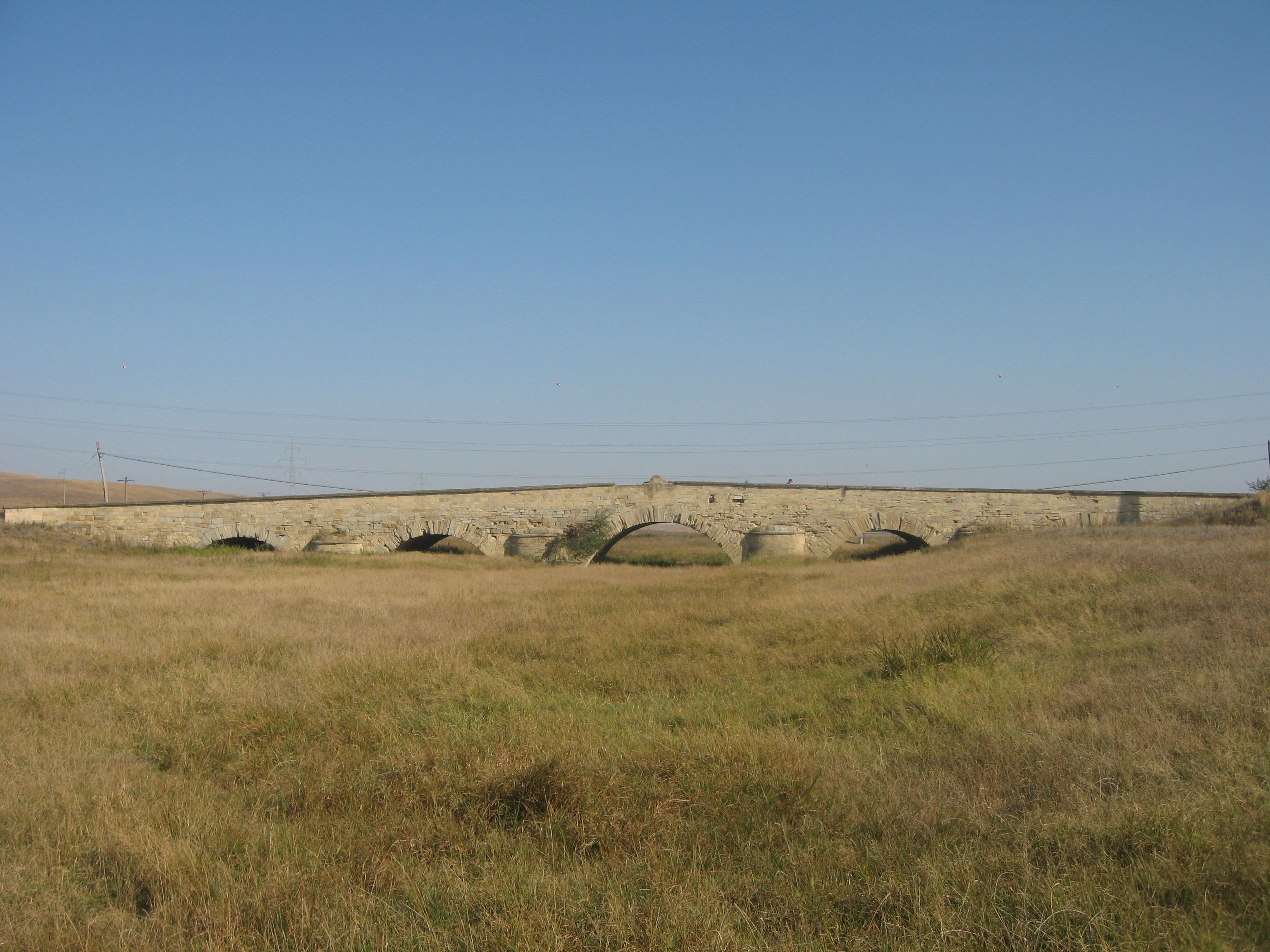
Podul Doamnei din Chițcani
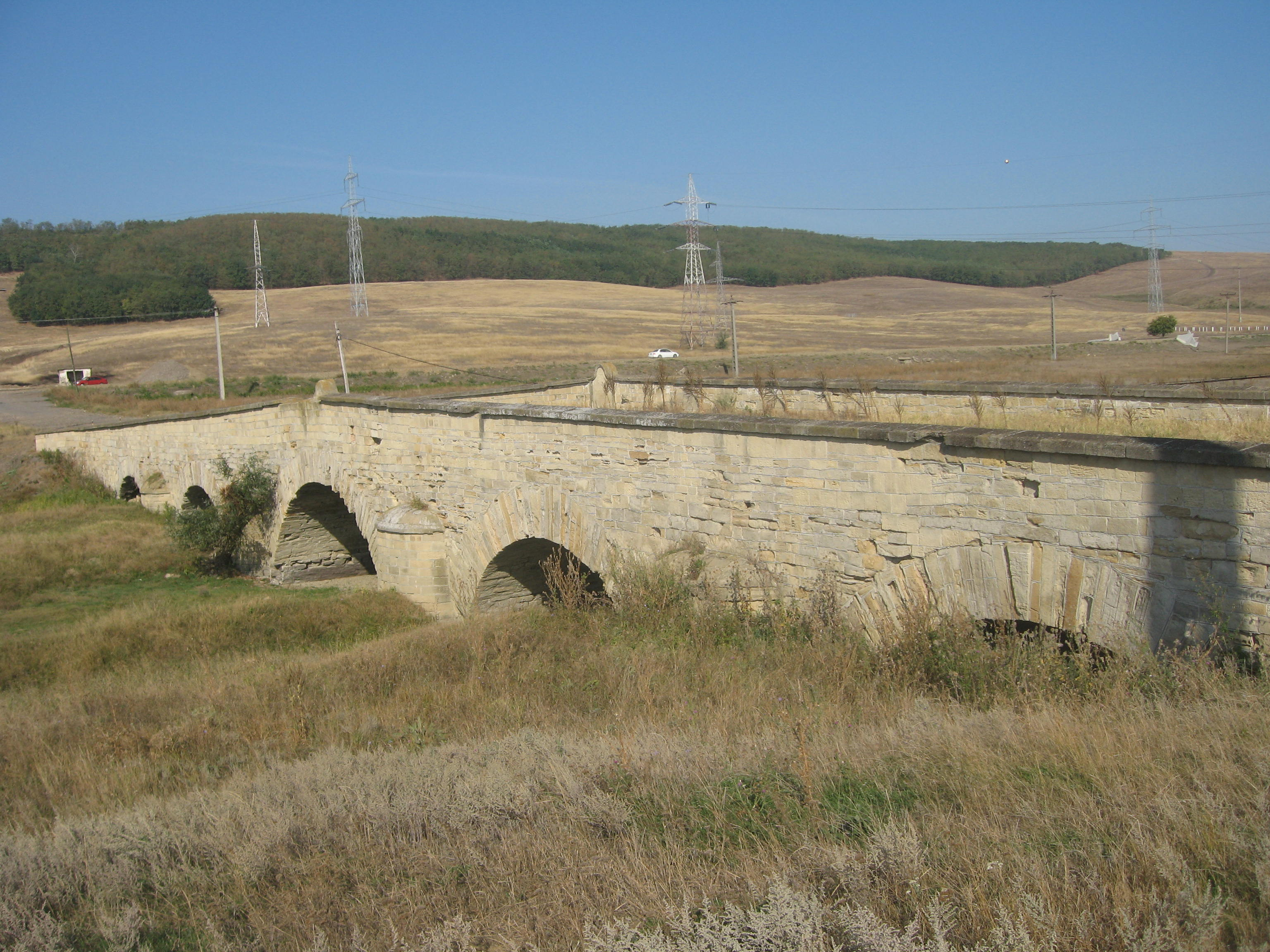
Podul Doamnei din Chițcani
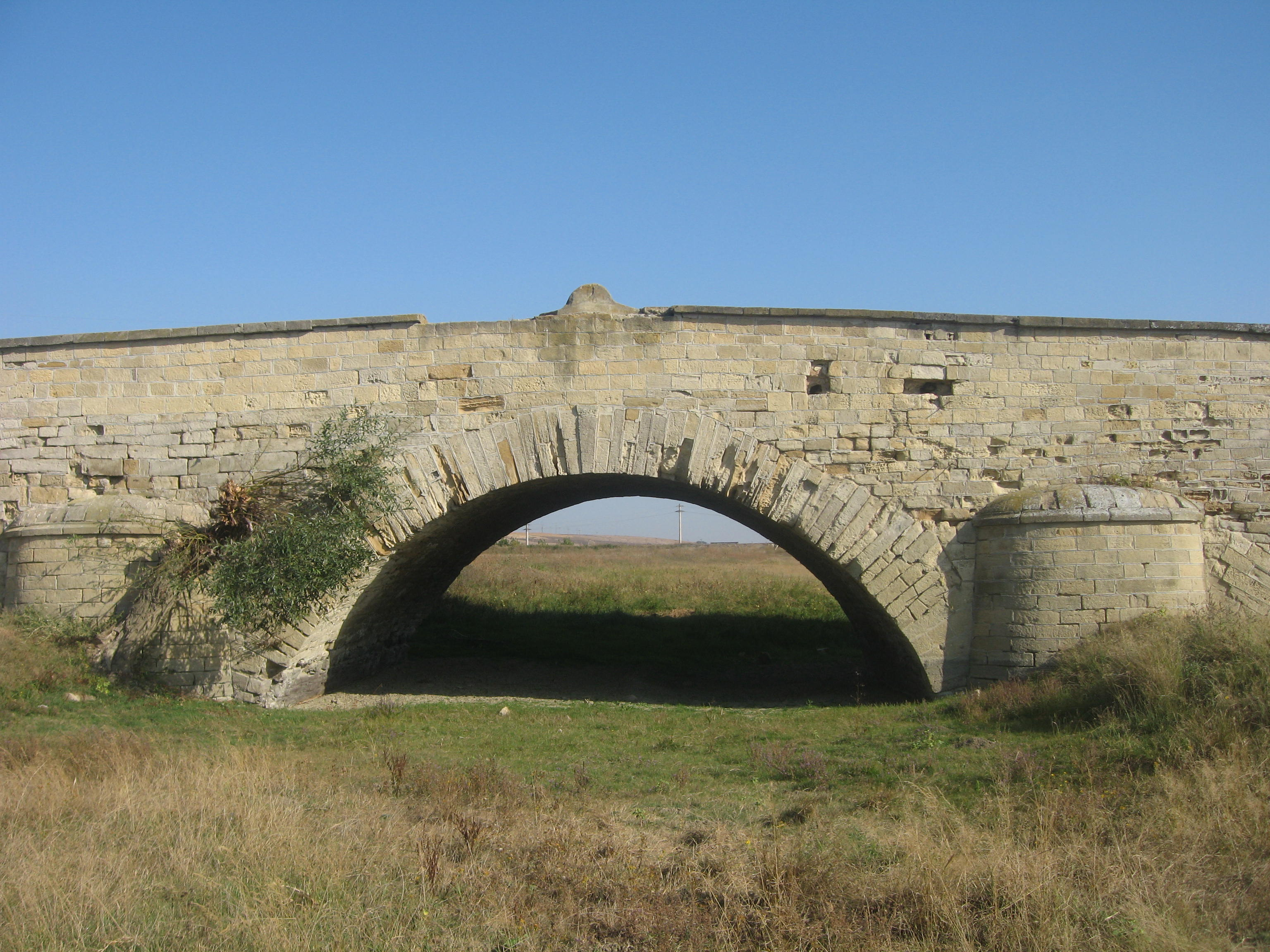
Deschiderea centrală
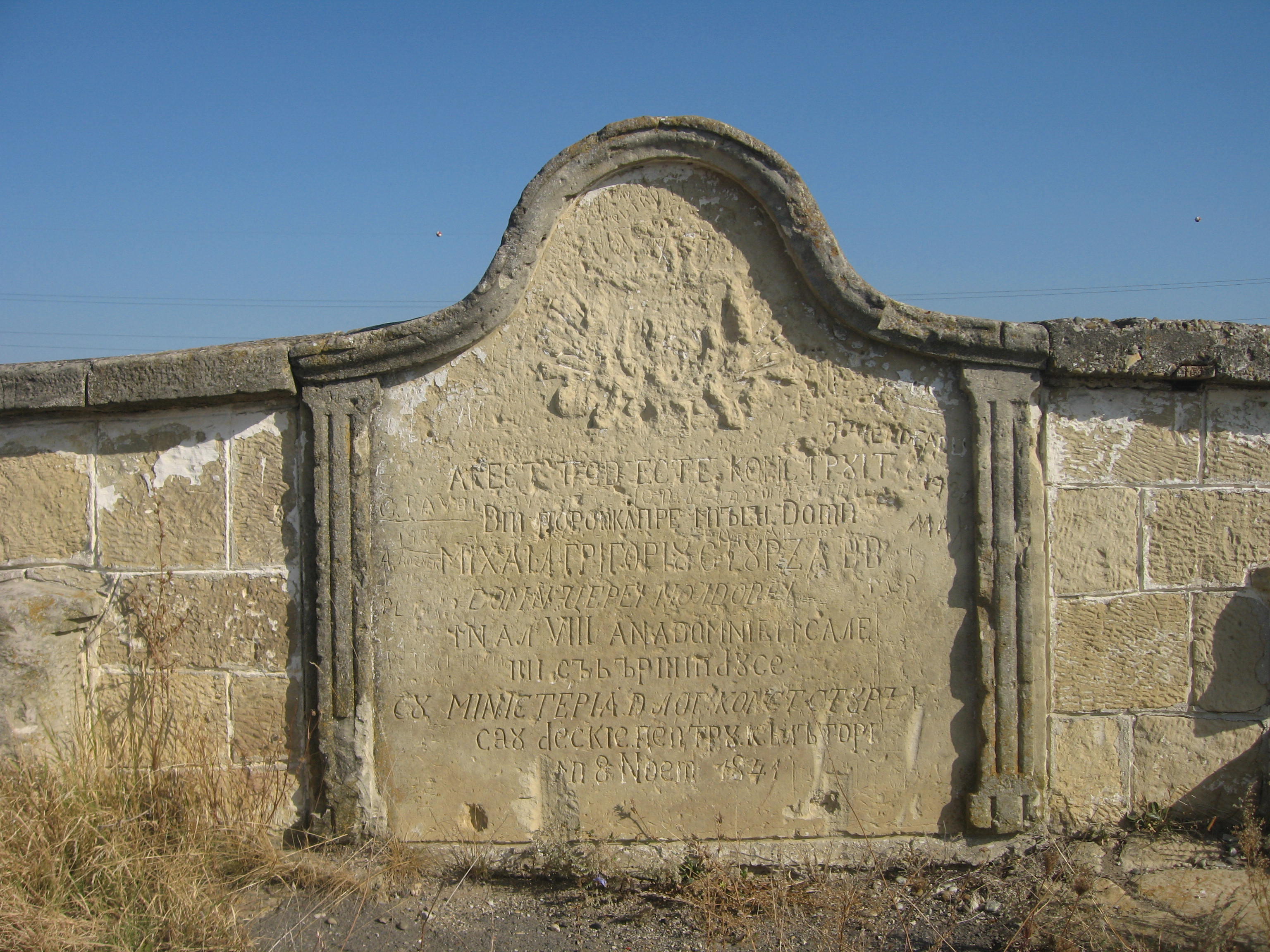
Medalionul cu inscripţia în limba română
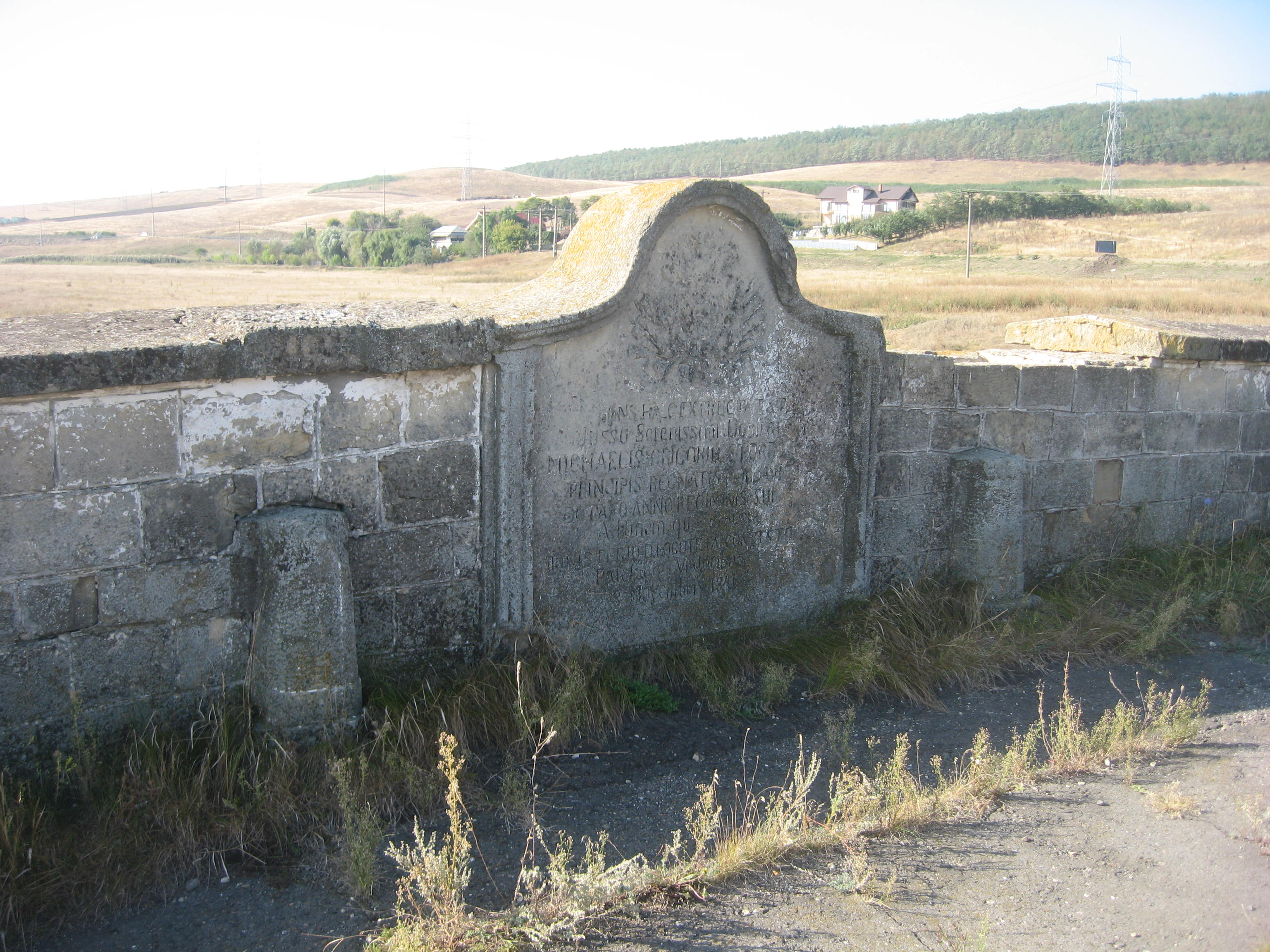
Medalionul cu inscripţia în limba latină